# Blending inheritance

Schematische stamboom van verschillende generaties bloemen bij blending inheritance. De eerste generatie bestaat uit rode en witte individuen, maar hun nageslacht zal een mengkleur hebben. Op den duur heeft blended inheritance tot gevolg dat steeds minder genetische variatie binnen de populatie voorkomt

Blending inheritance (Engels voor gemengde overerving) is een verouderde hypothese uit de genetica, die onder biologen in de tweede helft van de 19e eeuw aanhang had. Blending inheritance houdt in dat eigenschappen van twee ouders mengen bij de voortplanting, zodat het genotype van de kinderen ergens tussen dat van beide ouders in zit. De lengte van een individu zou volgens het principe van blending inheritance altijd ergens tussen de lengtes van beide ouders in zitten.
Blending inheritance stond tegenover de hypothese van particulate inheritance (Engels voor discrete overerving), het idee dat overerving van eigenschappen in eenheden gaat, die een individu ofwel van de vader ofwel van de moeder erft. Een belangrijk verschil is dat bij blending inheritance alle genetische variatie uit een populatie verdwijnt. In elke volgende generatie liggen de uitersten dichter bij elkaar, zodat uiteindelijk alle individuen steeds meer op elkaar gaan lijken.
Hoewel veel van de gevolgen van blending inheritance duidelijk niet overeenkwamen met de werkelijkheid, bleef de hypothese biologen tot aan het einde van de 19e eeuw beïnvloeden. Charles Darwin nam bijvoorbeeld aan dat blending inheritance gedeeltelijk waar kon zijn, hoewel hij ook zag dat het in veel gevallen niet opging. Pas toen rond 1900 het werk van Gregor Mendel bekend raakte, werd blending inheritance verworpen.
In de moderne genetica komt echter ook een vorm van vermenging van eigenschappen voor: bij incomplete dominantie van een bepaald allel. Het gaat daarbij echter om het mengen van het fenotype. De allelen blijven ook bij incomplete dominantie discreet.